# Малаховский, Ян (епископ)
Ян Малаховский (1623, Бонкова-Гура под Серадзем — 20 августа 1699, Краков) — римско-католический и государственный деятель Речи Посполитой, ротмистр королевский, каноник львовский (1655), краковский (1660), познанский и варшавский, схоластик львовский (1664), аббат могильский, референдарий коронный, епископ хелминский (1676—1681) и краковский (1681—1699), подканцлер коронный (1678—1681).

## Биография
Представитель польского магнатского рода Малаховских герба «Наленч». Старший сын хорунжего серадзского Александра Теодора Малаховского (ок. 1600—1629) и Марианна Якторовской. Младший брат — каштелян серадзский Францишек Малаховский (ок. 1627—1690), племянник — воевода познанский Станислав Малаховский.
Получил юридическое образование в Краковской Академии. В 1651 году участвовал в битве с восставшими казаками под Берестечком. Овдовев после смерти своей жены, избрал для себя духовную карьеру и стал изучать богословие. До 1655 году он был рукоположён в священники, в 1655—1657 годах — капеллан польского короля Яна Казимира Вазы. В награду за свои заслуги стал каноником краковским (1660) и референдарием коронным (1666).
После отречения польского короля Яна II Казимира Вазы в 1668 году Ян Малаховский поддерживал кандидатуру французского принца Людовика де Конде. В 1669 году был избран от Серадзского воеводства на элекционный сейм, где поддержал кандидатуру князя Михаила Корибута Вишневецкого. В 1674 году — депутат от Серадзского воеводства на элекционный сейм, где участвовал в избрании на польский престол Яна III Собеского.
С 1676 года — епископ хелминский, с 1678 года — подканцлер коронный, с 1681 года — епископ краковский. Ингресс состоялся 27 сентября 1681 года в Вавельском кафедральном соборе. По поручению короля Яна II Казимира ездил во Францию и Бранденбург с дипломатическими миссиями. Распоряжался имуществом королевы Марии Луизы Гонзага, жены Яна Казимира, был также исполнителем её завещания.
В качестве епископа краковского Ян Малаховский провёл реформу духовной семинарии и передал её под опеку Конгрегации священников-миссионеров Святого Викентия а Паоло. Ян Малаховский переселил лазаристов, ведущих свои корни из Франции, в 1682 году из Варшавы в Краков, поселил их в Страдоме и передал им во владение некоторые сёла из окрестных церковных владений. Он также переселил из Франции в Кракове Орден сестёр-визиток, которым в 1682—1695 годах построил костёл и монастырь. Из собственных средств ремонтировал оборонные укрепления Кракова. В 1690 году беатифицировал Кунигунду Венгерскую, жену польского короля Болеслава V Стыдливого.
В 1697 году был избран послом от Краковского воеводства на элекционный сейм, где поддержал кандидатуру саксонского курфюрста Августа Сильного на польский королевский престол.
Подарил краковской кафедре ценную коллекцию гобеленов. Сегодня в сокровищнице собора хранится жезл епископа Яна Малаховского. Он был похоронен в Вавельском кафедральном соборе.
Был женат на Магдалене Шембек, дочери Павла Шембека (ум. 1634) и Гризельды Желецкой.